# Teplička (district de Spišská Nová Ves)
Pour les articles homonymes, voir Teplička.
Teplička (allemand : Tscheppensdorf) est un village de Slovaquie situé dans la région de Košice.

## Histoire
Première mention écrite du village en 1328.

## Démographie

### Évolution de la population
| Année:               | 1994. | 2004.   | 2014.   | 2024.   |
| -------------------- | ----- | ------- | ------- | ------- |
| Nombre de personnes: | 1050  | 1116    | 1155    | 1123    |
| Différence:          |       | +6,28 % | +3,49 % | -2,77 % |

| Année:               | 2023. | 2024.   |
| -------------------- | ----- | ------- |
| Nombre de personnes: | 1139  | 1123    |
| Différence:          |       | -1,40 % |